# Mercedes D.III
Il Mercedes D.III era un motore aeronautico a sei cilindri in linea raffreddato a liquido prodotto dall'azienda tedesco imperiale Daimler-Motoren-Gesellschaft durante la prima guerra mondiale. Internamente dall'azienda era designato F1466. Il motore trovò largo impiego su molti velivoli del conflitto.

## Storia del progetto
La versione iniziale del D.III venne introdotta nel 1914 ed aveva una potenza di 160 CV (118 kW). Nel 1917 la potenza arrivò a 170 CV (125 kW) per raggiungere i 180 CV (132 kW) nelle versioni impiegate nelle fasi finali del conflitto. L'ultima versione del Mercedes D.III venne utilizzata su tutti i velivoli tedeschi realizzati nelle fasi finali della guerra perché il suo concorrente diretto, il BMW IIIa, era disponibile solo in numeri limitati.
Il D.III riprendeva la configurazione del precedente Mercedes D.II del quale, in pratica, costituiva una versione ingrandita allo scopo di ottenere una potenza più elevata. Il motore aveva un sistema di distribuzione ad albero a camme in testa azionato da alberino a coppie coniche posizionato nella parte posteriore del propulsore. L'accensione era garantita da due candele per cilindro e i cavi che alimentavano le stesse erano protetti da tubi che scendevano lungo i lati del cilindro. L'alimentazione era garantita da un carburatore doppio corpo posizionato sopra il basamento. La miscela raggiungeva i cilindri passando per dei condotti passanti, guardando il motore da dietro, sul lato sinistro. Sia il circuito di lubrificazione che quello di alimentazione erano azionati da due pompe mosse dall'albero motore.
Una differenza con il precedente D.II era data dal sistema di raffreddamento che prevedeva una camicia per ogni cilindro e non una per due cilindri come nel motore precedente.
Sebbene il D.III fosse disponibile a partire dal 1914 fu solo nel 1916, quando furono sviluppati caccia che richiedevano una maggiore potenza, che venne impiegato in grande quantità. La versione iniziale venne utilizzata, tra gli altri, sull'Albatros D.I. La sua produzione venne interrotta nel maggio del 1917 ma le consegne si conclusero solo nell'ottobre successivo.

### Sviluppi successivi
Il mese successivo iniziò a venire prodotta una versione che erogava 170 PS: il Mercedes D.IIIa. La modifica principale era costituita dal nuovo profilo dei pistoni che ora avevano una testa piatta e non più concava. Questi nuovi pistoni permettevano di incrementare, seppur di poco, il rapporto di compressione. Venne montato anche un albero motore riprogettato e nuovi carburatori. Diversi componenti furono rivisti o spostati in altre zone del propulsore. Anche la distribuzione venne riprogettata ed adesso il sistema di ingranaggi dal quale prendevano il moto gli alberi a camme era ubicato nella parte anteriore del motore. Venne inoltre introdotto un coperchio che proteggeva gli alberi a camme. Questa nuova versione venne impiegata, per un breve periodo, sull'Albatros D.III.
Alla fine del 1917 iniziò a venire utilizzata una nuova versione del propulsore: la D.IIIaü. Questa nuova evoluzione costituiva un aggiornamento radicale e la potenza erogata salì a 180 PS. In questo propulsore il cielo dei pistoni aveva ora un profilo convesso al fine di aumentare ulteriormente il rapporto di compressione. La lettera ü, da über, venne aggiunta, in maniera non ufficiale, proprio per evidenziare questa differenza. Anche il carburatore della versione precedente venne sostituito e si decise di utilizzare un nuovo carburatore che compensasse l'altitudine in modo da migliorare le prestazioni del motore alle, per l'epoca, alte quote. Per evitare la formazione di ghiaccio nel carburatore e nella presa d'aria si realizzò un sistema che, utilizzando il liquido di raffreddamento prelevato dal radiatore, riscaldava queste due componenti fondamentali al funzionamento del motore.
La successiva, ed ultima, versione fu la D.IIIavü o D.IIIav. Introdotta a partire dalla metà di ottobre del 1918 poteva sviluppare una potenza di 200 PS (149 kW). Per incrementare ulteriormente il rapporto di compressione furono impiegati pistoni più lunghi e realizzati in alluminio. In questo modo si aumentava anche il numero di giri del motore che passò da 1.400 a 1.600. Mentre le altre versioni furono impiegate in grandi numeri per la D.IIIavü non si sa con certezza se sia stata effettivamente impiegata in azione, in quanto poco tempo dopo la sua realizzazione gli Imperi centrali firmarono l'armistizio che pose fine ai combattimenti.
Va detto che le varie versioni del D.III, a parte la prima, erano molto simili e non si può escludere che si potesse portare, con kit appositi, una versione precedente alla successiva. Quindi il D.IIIa poteva essere portato allo standard D.IIIaü e quest'ultimo alla versione avü. Infine la lettera ü non faceva parte della designazione ufficiale del motore e la sua introduzione ha creato qualche complicazione. Molto spesso la aü viene confusa con la a e viceversa. Infine venne realizzata anche una versione sperimentale a otto cilindri del D.III. In alcuni casi questo modello viene identificato come Mercedes D.IV, che però è un motore a otto cilindri completamente differente e non ha alcuna relazione con le diverse versioni del D.III.

## Motori comparabili
Germania
- BMW IIIa

## Velivoli utilizzatori
Germania
- AEG C.IV
- AGO C.I
- Albatros D.II
- Albatros D.III
- Albatros C.I
- Albatros C.III
- Albatros C.XIII
- Albatros W.4
- Daimler L11
- Daimler L14
- Fokker D.IV
- Fokker D.VII
- Halberstadt CL.II
- Halberstadt CL.IV
- Hansa-Brandenburg C.I Series 63
- Hansa-Brandenburg W.12
- Hansa-Brandenburg W.29
- Junkers CL.I
- LFG Roland C.II
- LFG Roland D.II
- LFG Roland D.VI
- Rumpler C.I
- Rumpler 6B
- Pfalz D.III
- Pfalz D.XII
- bombardieri R Typ